# Bulbophyllum lorentzianum
Bulbophyllum lorentzianum là một loài phong lan thuộc chi Bulbophyllum.